# Acmadenia baileyensis
Acmadenia baileyensis är en vinruteväxtart som beskrevs av I. Williams. Acmadenia baileyensis ingår i släktet Acmadenia och familjen vinruteväxter. Inga underarter finns listade i Catalogue of Life.